# Lygophis vanzolinii
Lygophis vanzolinii är en ormart som beskrevs av Dixon 1985. Lygophis vanzolinii ingår i släktet Lygophis och familjen snokar. Inga underarter finns listade i Catalogue of Life.
Denna orm förekommer med två från varandra skilda populationer i provinsen San Luis i centrala Argentina. Den vistas i bergstrakter och lever i områden som är täckta med gräs och buskar. Lygophis vanzolinii hittas vanligen intill vattendrag. Honor lägger ägg.
I regionen används betesmarkerna intensiv och dessutom förekommer flera bränder. IUCN listar arten som nära hotad (NT).